# Olivia Wilde
Olivia Wilde, pseudonimo di Olivia Jane Cockburn (New York, 10 marzo 1984), è un'attrice, regista e produttrice cinematografica statunitense con cittadinanza irlandese.

## Biografia
Figlia di due pilastri del giornalismo statunitense, Leslie Redlich, di nazionalità statunitense, e Andrew Cockburn, di nazionalità inglese e irlandese, possiede la doppia cittadinanza statunitense e irlandese. Dopo essersi diplomata alla Phillips Academy di Andover, si è trasferita a Los Angeles. Qui ha intrapreso la carriera di attrice, recitando in pellicole come La ragazza della porta accanto, Alpha Dog, Quel genio di Bickford e Conversations with Other Women. Ha inoltre rivestito ruoli importanti in serie televisive come Skin e The O.C..
Nel 2006 interpreta, insieme a Enrique Murciano, il cortometraggio L.A.Suite, scritto e diretto da Marc Webb, commissionato dalla catena Thompson Hotel Group per la promozione dell'Hollywood Roosevelt Hotel di Jason Pomeranc. È inoltre presente nel video di Stolen, singolo che ha portato al successo i Dashboard Confessional. Lo stesso anno ha recitato in Turistas, mentre l'anno successivo ha preso parte a Bobby Z - Il signore della droga. Il 2007 è anche l'anno in cui è entrata nel cast della famosa serie televisiva Dr. House - Medical Division nel ruolo della dottoressa Remy Beauregard Hadley, soprannominata "Tredici".
Lavora anche alla Los Angeles Filmmaker's Cooperative (fondata dall'ex marito Tao Ruspoli) come editrice delle news e come insegnante nel dipartimento educativo della cooperativa. Nel 2009 la rivista Maxim l'ha eletta come donna più sexy del mondo, e nello stesso anno è entrata a far parte del cast del film di fantascienza Tron: Legacy (2010) nel ruolo di Quorra. Negli anni successivi partecipa ai film Cowboys & Aliens (2011), Rush (2013), Lei (2013) e La formula della felicità (2014). Nel 2015 è protagonista della pellicola Meadowland - Scomparso, accanto a Luke Wilson, dove i due interpretano una coppia che deve affrontare la perdita del figlio. Sempre nello stesso anno, è protagonista del film Third Person, al fianco di James Franco, Liam Neeson, Mila Kunis, Adrien Brody e Kim Basinger.
Ha realizzato diversi documentari in cui si è interessata a importanti aspetti di carattere sociale, quali, ad esempio, la comunità di Haiti dopo il terremoto del 2010 e dopo l'epidemia di colera esplosa nell'isola nel 2012. Un altro documentario, parte della serie Half the Sky, si dedica invece alla condizione delle donne a Nairobi, in Kenya. Nel 2013 si è occupata delle conseguenze dell'uragano Sandy e due anni più tardi dello scoppio dell'epidemia di ebola. L'ultimo documentario girato, intitolato Fear Us Women, risale al 2017 e racconta l'epopea di una donna canadese, volontaria nella guerra contro l'ISIS in Siria.

### Vita privata
Nel 2003 si sposa con Tao Ruspoli, per poi divorziare nel 2011; nel novembre dello stesso anno Olivia inizia una relazione con l'attore Jason Sudeikis, con cui si fidanza nel gennaio 2013. La coppia ha due figli, nati nel 2014 e nel 2016. La coppia ha annunciato la separazione nel novembre 2020. Dal gennaio 2021 al novembre 2022 ha avuto una relazione con il cantante Harry Styles.
Vegana, nel 2010 è stata eletta dalla PETA come vegetariana più sexy dell'anno.

## Controversie
Nel 2022 Olivia Wilde è stata al centro di alcune controversie legate al film Don't Worry Darling, che la vede coinvolta in quanto regista e attrice. In particolare, è stata criticata per aver scelto l'attore Shia LaBeouf per il suo film, poiché egli è stato più volte accusato in tribunale per la sua condotta aggressiva, e per averlo elogiato in alcune interviste, nonché per aver richiesto a Florence Pugh di mettersi in situazioni che lei stessa ha definito "molto vulnerabili", costringendola a lavorare con lui. L'attore è stato successivamente escluso dalla pellicola. Il 24 agosto 2022 la regista Olivia Wilde ha spiegato di aver licenziato l'attore LaBeouf da Don't Worry Darling. Il 26 agosto, l'attore ha tuttavia rivelato di essersi volontariamente tirato fuori dalla produzione a causa del poco tempo per effettuare prove con gli altri protagonisti. L'attore ha anche consegnato a Variety le prove di essere stato lui a lasciare il progetto e un video in cui la regista ha insistito affinché rimanesse.
Un'altra controversia è emersa quando il 27 agosto 2022 è stato reso noto che l'attrice Florence Pugh, che interpreta la protagonista del film, avrebbe limitato il suo tour promozionale per Don't Worry Darling, partecipando esclusivamente alla presentazione del film, ma rinunciando al tour stampa in Nord America. La decisione è stata infatti presa a causa dei presunti contrasti tra Florence Pugh e la regista Olivia Wilde.. Tali contrasti sarebbero emersi anche il giorno in cui è stato lanciato il trailer del film: a differenza degli altri attori, ha rinunciato a condividere sui propri canali social tale trailer, optando invece per la condivisione del trailer di Oppenheimer, film di Christopher Nolan in uscita nel 2023 nel quale l'attrice ha un ruolo da co-protagonista.
Un'altra controversia ha riguardato la scelta di includere nel film alcune scene di sesso esplicite tra i protagonisti, interpretati da Pugh e Styles, già presenti nel trailer: la regista ha affermato di aver voluto rappresentare il desiderio femminile e il piacere femminile, ma l'attrice Pugh si è detta particolarmente infastidita dall'eccessiva attenzione riservata all'aspetto erotico della storia.
Wilde disse che il personaggio antagonista della storia, Frank, era ispirato allo psicologo Jordan Peterson, descritto come "uomo insano [...] uno pseudo-intellettuale eroe della comunità incel". Peterson ha risposto definendo il film come "l'ultimo frammento di propaganda diffuso dai noiosi e prepotenti woke ipocriti che ora dominano Hollywood". Ha anche criticato il termine "incel", definendolo un "insulto casuale" per gli uomini che sono "soli e non sanno cosa fare, mentre tutti accumulano insulti su di loro".

## Filmografia

### Attrice

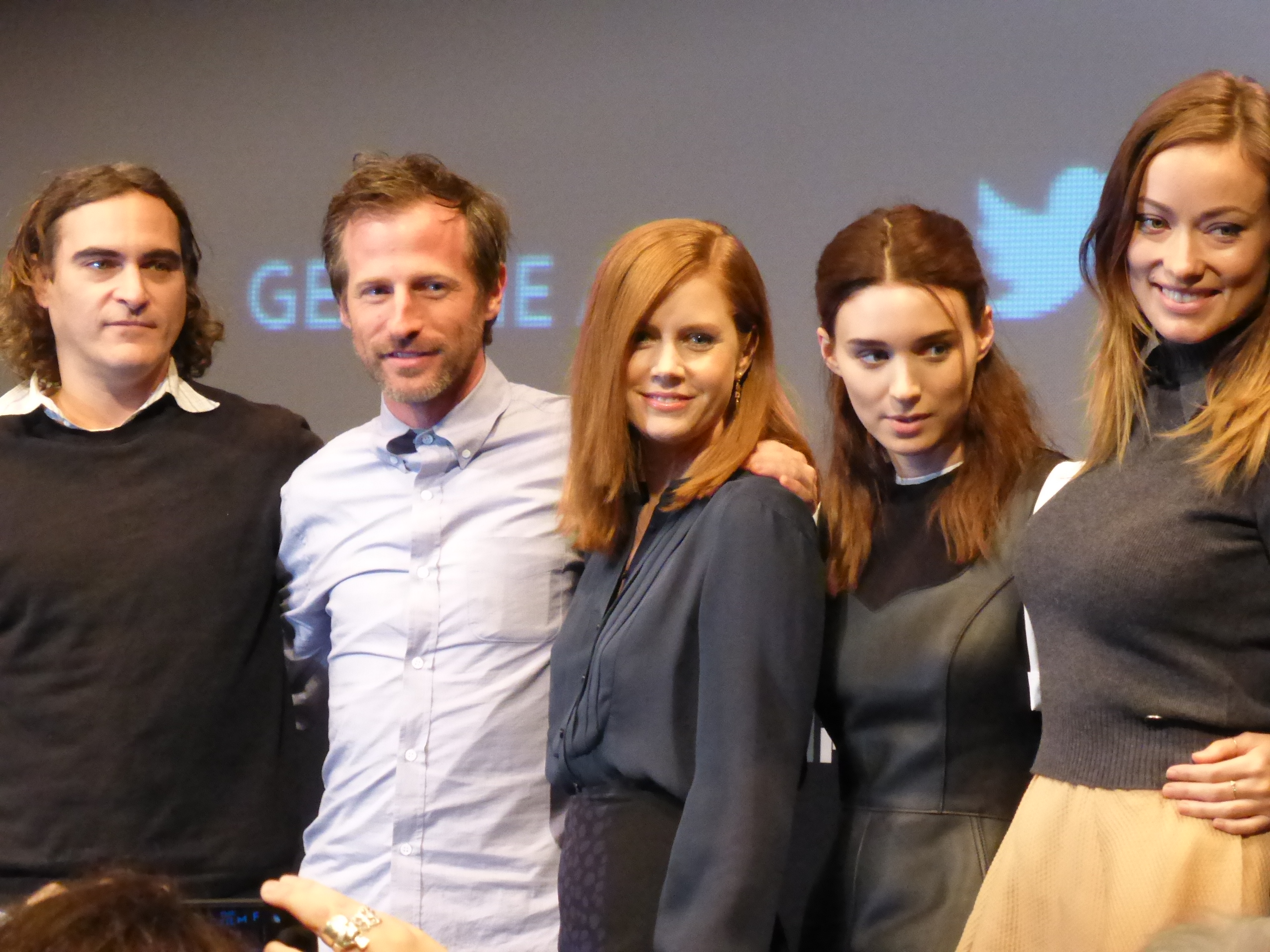
Da destra: Olivia Wilde, Rooney Mara, Amy Adams, Spike Jonze e Joaquin Phoenix nel 2013 al New York Film Festival per l'anteprima di Lei

#### Cinema
- La ragazza della porta accanto (The Girl Next Door), regia di Luke Greenfield (2004)
- Conversations with Other Women, regia di Hans Canosa (2005)
- Alpha Dog, regia di Nick Cassavetes (2006)
- Camjackers, regia di Julian Dahl (2006)
- Quel genio di Bickford (Bickford Shmeckler's Cool Ideas), regia di Scott Lew (2006)
- Turistas, regia di John Stockwell (2006)
- Bobby Z - Il signore della droga (The Death and Life of Bobby Z), regia di John Herzfeld (2007)
- Fix, regia di Tao Ruspoli (2008)
- Anno uno (Year One), regia di Harold Ramis (2009)
- Tron: Legacy, regia di Joseph Kosinski (2010)
- The Next Three Days, regia di Paul Haggis (2010)
- Cowboys & Aliens, regia di Jon Favreau (2011)
- Cambio vita (The Change-Up), regia di David Dobkin (2011)
- In Time, regia di Andrew Niccol (2011)
- On the Inside, regia di D.W. Brown (2011)
- Butter, regia di Jim Field Smith (2011)
- The Words, regia di Brian Klugman e Lee Sternthal (2012)
- Una famiglia all'improvviso (People Like Us), regia di Alex Kurtzman (2012)
- Legami di sangue - Deadfall (Deadfall), regia di Stefan Ruzowitzky (2012)
- L'incredibile Burt Wonderstone (The Incredible Burt Wonderstone), regia di Don Scardino (2013)
- Rush, regia di Ron Howard (2013)
- Drinking Buddies - Amici di bevuta (Drinking Buddies), regia di Joe Swanberg (2013)
- Lei (Her), regia Spike Jonze (2013)
- Third Person, regia di Paul Haggis (2013)
- La formula della felicità (Better Living Through Chemistry), regia di Geoff Moore e David Posamentier (2014)
- 7 giorni per cambiare (The Longest Week), regia di Peter Glanz (2014)
- The Lazarus Effect, regia di David Gelb (2015)
- Meadowland - Scomparso (Meadowland), regia di Reed Morano (2015)
- Natale all'improvviso (Love the Coopers), regia di Jessie Nelson (2015)
- La vita in un attimo (Life Itself), regia di Dan Fogelman (2018)
- A Vigilante, regia di Sarah Daggar-Nickson (2018)
- Richard Jewell, regia di Clint Eastwood (2019)
- Ghostbusters: Legacy (Ghostbusters: Afterlife), regia di Jason Reitman (2021)
- Don't Worry Darling, regia di Olivia Wilde (2022)
- Babylon, regia di Damien Chazelle (2022)

#### Televisione
- Skin – serie TV, 6 episodi (2003-2004)
- The O.C. – serie TV, 13 episodi (2004-2005) - Alex Kelly
- The Black Donnellys – serie TV, 13 episodi (2007)
- Dr. House - Medical Division (House M.D.) – serie TV, 80 episodi (2007-2012) – Tredici
- Half the Sky – documentario TV (2012)
- Portlandia – serie TV, 2 episodi (2014-2015)
- Vinyl - serie TV, 10 episodi (2016)
- The Studio - serie TV, episodio 1x04 (2025)

### Doppiatrice
- Tron - La serie (Tron: Uprising) – serie animata, episodio 1x06 (2012)
- Robot Chicken – serie animata, episodio 6x02 (2012)
- The High Fructose Adventures of Annoying Orange – serie animata, episodio 2x19 (2013)
- American Dad! – serie animata, episodio 10x12 (2014)
- BoJack Horseman – serie animata, 6 episodi (2014-2015, 2020)
- DC League of Super-Pets, regia di Jared Stern (2022)

### Produttrice
- Meadowland - Scomparso (Meadowland), regia di Reed Morano (2015)
- A Vigilante, regia di Sarah Daggar-Nickson (2018)
- Don't Worry Darling, regia di Olivia Wilde (2022)

### Regista

#### Cinema
- La rivincita delle sfigate (Booksmart) (2019)
- Don't Worry Darling (2022)

#### Cortometraggi
- Wake Up (2020)

#### Videoclip
- Dark Necessities - Red Hot Chili Peppers (2016)

## Riconoscimenti
- Screen Actors Guild Award

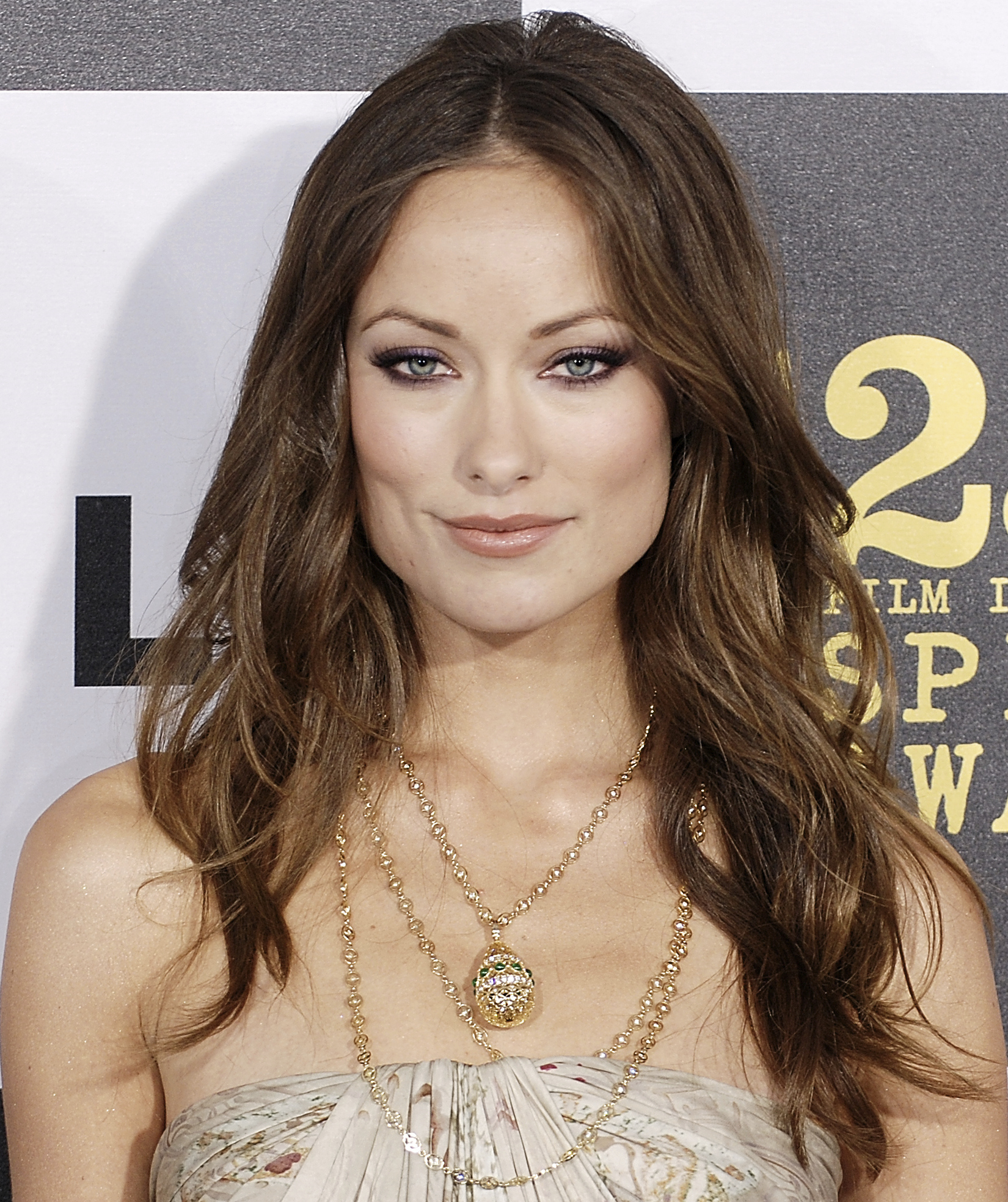
Olivia Wilde agli Independent Spirit Awards 2010

  - 2009 – Candidatura al miglior cast per una serie drammatica per Dr. House - Medical Division
- MTV Movie Awards
  - 2011 – Candidatura alla miglior performance rivelazione per Tron: Legacy
- Teen Choice Awards
  - 2008 – Candidatura alla miglior attrice emergente per Dr. House – Medical Division
  - 2009 – Candidatura alla miglior attrice in una serie drammatica per Dr. House – Medical Division
  - 2010 – Candidatura alla miglior attrice in una serie drammatica per Dr. House – Medical Division
  - 2011 – Candidatura alla miglior attrice in una serie drammatica per Dr. House – Medical Division
  - 2011 – Candidatura alla miglior attrice emergente per Tron: Legacy
  - 2013 – Candidatura alla miglior attrice in un film commedia per L'incredibile Burt Wonderstone

## Doppiatrici italiane
Nelle versioni in italiano delle opere in cui ha recitato, Olivia Wilde è stata doppiata da:
- Laura Lenghi in Dr. House - Medical Division, Tron: Legacy, The Words, L'incredibile Burt Wonderstone, Natale all'improvviso, Vinyl, Richard Jewell
- Daniela Calò in The O.C., Black Donnellys, The Next Three Days, On The Inside
- Myriam Catania in Cowboys & Aliens, Rush, The Lazarus Effect, La vita in un attimo
- Selvaggia Quattrini in In Time, Butter, Lei
- Francesca Manicone in Una famiglia all'improvviso, Drinking Buddies - Amici di bevuta
- Perla Liberatori in Alpha Dog, Bobby Z - Il signore della droga
- Claudia Catani in Anno uno
- Giuppy Izzo in Cambio vita
- Eleonora Reti in Turistas
- Valentina Mari in 7 giorni per cambiare
- Chiara Gioncardi in Legami di sangue - Deadfall
- Chiara Colizzi in Third Person
- Sabrina Duranti in La formula della felicità
- Rachele Paolelli in A Vigilante
- Valentina Pollani in How It Ends
- Gemma Donati in Don't Worry Darling
- Tiziana Avarista in Babylon

Da doppiatrice è sostituita da:
- Laura Lenghi in Tron - La serie
- Daniela Calò in BoJack Horseman
- Domitilla D'Amico in DC League of Super-Pets